# Калиник I Цариградски
Калиник I (грч. Καλλίνικος) је хришћански светитељ и цариградски патријарх. Био је патријарх од 693. до 705. године. Прво је био презвитер при цркви Влахерни, а 693. године, за време владавине цара Јустинијана II, постао је патријарх. Убрзо по доласку на престо сукобио се са Јустијаном јер није хтео да дозволи рушење Богородичиног митрополитског храма у Цариграду. Године 695. Калиник је помогао Леонтију да свргне Јустинијана и крунисао га је за цара. Потом је крунисао и следећег цара Тиберија III Апсимара. Када се Јустинијан по други пут вратио на престо ископао је очи патријарху. У хришћанској традицији се помиње да је после мучења послат у Рим где је зазидан, а када је зид срушен после 40 дана Калиник је још био жив. Међутим после неколико дана је преминуо. Сахрањен је у Риму у цркви Светих Апостола Петра и Павла.
Православна црква га слави 23. јула по јулијанском календару, а 5. августа по грегоријанском календару.